# Oleggio Castello
Oleggio Castello är en ort och kommun i provinsen Novara i regionen Piemonte i Italien. Kommunen hade 2 177 invånare (2018).